# Daqing Shuiku
Daqing Shuiku (kinesiska: 大庆水库) är en reservoar i Kina. Den ligger i provinsen Heilongjiang, i den nordöstra delen av landet, omkring 170 kilometer nordväst om provinshuvudstaden Harbin. Daqing Shuiku ligger 146 meter över havet. Arean är 51 kvadratkilometer. Trakten runt Daqing Shuiku består i huvudsak av gräsmarker. Den sträcker sig 11,2 kilometer i nord-sydlig riktning, och 9,4 kilometer i öst-västlig riktning.
Genomsnittlig årsnederbörd är 890 millimeter. Den regnigaste månaden är juli, med i genomsnitt 203 mm nederbörd, och den torraste är januari, med 4 mm nederbörd.